# Бої за Кодорі
Битва за Кодорі відбулася між Збройними силами Грузії та абхазо-російською армією під час російсько-грузинської війни 2008 року. Вона почалася з наступу абхазів і росіян 9 серпня і закінчилася через 3 дні, 12 серпня, виведенням грузинських збройних сил з Кодорської ущелини.

## Хід бойових дій

### 8 серпня
Російське керівництво ухвалило рішення у відповідь на вторгнення грузинської армії до Цхінвалі розпочати військову операцію в зоні конфлікту. У рамках операції вирішено створити військові угруповання у Південній Осетії та Абхазії. Абхазьке угруповання вирішено розгорнути на основі 7-ї гвардійської десантно-штурмової дивізії (Новоросійськ) та батальйонної тактичної групи 31-ї гвардійської окремої десантно-штурмової бригади. У самій Абхазії перебували лише три батальйони російських миротворців та їхній резерв — батальйонна тактична група (БТГр) ВДВ. У Новоросійську поспішно розпочато навантаження десантників на кораблі Чорноморського флоту.

### 9 серпня
О 4:30 ранку великі десантні кораблі «Саратов» та «Цезар Куніков» у супроводі кораблів охорони вийшли в море та взяли курс на Сухумі. О 12:00 на доповіді першого заступника міністра оборони генерал-полковника Олександра Колмакова та командувача Повітряно-десантних військ генерал-лейтенанта Валерія Євтуховича начальнику Генерального штабу ЗС Російської Федерації генералу армії Миколі Макарову останнім поставлено бойове завдання: протягом доби розгорнути угруповання, увійти в Зугдидський район Грузії, відтягнути сили противника від Цхінвалі, не допустити підходу до Південної Осетії його резервів з Сенакі і Поті, блокувати і роззброїти всі збройні формування, що знаходяться в Зугдидському районі, нарощуючи в подальшому зусилля в напрямку Кутаїсі. О 13:00 міністр оборони РФ Анатолій Сердюков телефоном наказав генерал-лейтенанту Володимиру Шаманову очолити угруповання російських військ в Абхазії. Того ж дня Шаманов прибув до Адлера, звідти — до Сухумі. При підході російського морського конвою до берегів Абхазії стався морський бій з п'ятьма грузинськими ракетними катерами, що атакували його, один з яких потоплений протикорабельною ракетою. Вночі великі десантні кораблі в районі Сухумі висадили батальйонну тактичну групу ВДВ і знову вийшли в море, посівши позиції для прикриття ударів грузинських ВМС. Вночі на аеродром Бабушари прибули перші літаки транспортної авіації з Ульяновська із десантниками 31-ї бригади на борту.

### 10 серпня
Російські війська розпочали бойові дії в абхазькому регіоні: штурмова і бомбардувальна авіація завдала авіаційних ударів по аеродрому в Сенакі та об'єктам військової інфраструктури по узбережжю. Ударом з повітря знищено грузинську батарею РСЗВ «Град» у районі кордону. Грузинська система ППО придушена діючими вздовж абхазо-грузинського кордону гелікоптерами — постановниками перешкод. Російські генерали — заступник командувача угрупуванням (до операції — командувач КСПМ) генерал-майор Сергій Чабан та заступник командувача ВДВ генерал-майор Євген Устинов — розпочали переговори з грузинськими силовиками на предмет безперешкодного проходу російських військ.

### 11 серпня
О 7:00 генерал-майор Чабан пред'являє грузинській стороні ультиматум Шаманова, який передбачає з 10:00 до 14:00 роззброєння всіх грузинських силовиків. О 6.00 БТГр підполковника Вишнівецького досягла гори Урта без опору з боку супротивника. О 9:00 отримано наказ роззброїти 2-у мотопіхотну бригаду грузинської армії, що дислокується в Сенакі. До 15:00 БТГр Вишнівецького досягла Сенакі, зайняла оборону в районі кинутого заводу, що знаходиться на його околиці. До 17:00 в район Сенаки підійшла друга БТГр 108 полку ВДВ підполковника Сергія Рибалка. Вдень у районі Поті висаджено демонстративний морський десант у складі однієї десантно-штурмової роти.

### 12 серпня
У районі Кодорської ущелини з 10:00 до 14:00 було висаджено гелікоптерний десант абхазьких резервістів (260 осіб на 4-х гелікоптерах Мі-8). Мають місце окремі бойові зіткнення. О 4:00 БТГр 247-го полку ВДВ розпочала марш на Хаїші і надвечір взяла під контроль вхід до Кодорської ущелини з боку Грузії. Грузинські військові частини, що перебували в ущелині, були повністю деморалізовані. Вивезенням грузинських військових із ущелини на територію Грузії, за свідченням російських військових, займалися службовці місії ООН (ними вивезено понад 2 тисячі грузинських військових). Увечері отримано наказ про припинення військових дій у зв'язку із досягненням поставленої мети.